# Listă de filme românești/F
Aceasta este o listă de filme românești (artistice, de animație și documentare) care încep cu litera F:
- Fabrica de împachetat fum (1966)
- Facerea lumii (1971)
- Faimosul paparazzo (1999)
- Fair Play (film) (1977)
- Falansterul (1979)
- Faleze de nisip (1983)
- Fanfaronii (2002)
- Fantezii (1967)
- Fantomele se grăbesc (1966)
- Fapt divers (1984)
- Farmecul adâncurilor (1957)
- Farse la telefon (1994)
- Fascinație (1969)
- Fata din Far-West (1970)
- Fata Morgana (film) (1981)
- Fata moșului și fata babei (1986)
- Față în față (1999)
- Faust XX (1966)
- Febră aftoasă (film) (1960)
- Fedora (film) (1913)
- Felicia, înainte de toate (2009)
- Felix și Otilia (1972)
- Femeia din Ursa Mare (1982)
- Femeia la volan (1979)
- Femeia în roșu (1997)
- Femeia, de la Eva până în zilele noastre (1927)
- Femeia visurilor (2005)
- Femeile luptă pentru pace (1950)
- Ferma de struți (2002) (Teatru TV)
- Fetița cu chibrituri (1967)
- Fetița mincinoasă (1956)
- Figuranții (1987)
- Fii cu ochii pe fericire (1999)
- Filantropica (2002)
- Filip cel bun (1975)
- Filmare/Filmage (1992)
- Filmul Iașilor (1935)
- Fire (2004) (V)
- Fiul munților (1981)
- Fiul stelelor (1988)
- Fix alert (2005)
- Flăcări pe comori (1988)
- Flăcăul și focul (1960)
- Floare albastră... (1987)
- Floarea reginei (film) (1946)
- Floarea uitată (1968)
- Flori de gheață (1989)
- Florin Piersic - Momente de Aur (2006) (TV)
- Focuri sub zăpadă (1941)
- Fourth Fence Along the Wharf (1985)
- Fragile (2000)
- Francesca (2009)
- Francois Villon - Poetul vagabond (1987)
- Frații (1970)
- Frații Jderi (film) (1973)
- Fresca (film) (1979)
- Fructe de pădure (1983)
- Frumosul cotidian (1985) (Teatru)
- Furia (2002)
- Furtuna (film din 1959) (1959)
- Furtuna (film din 1960) (1960)